# Prešernov trg, Ljubljana
Prešernov trg je eden izmed križiščnih trgov v Ljubljani. Poimenovan je po slovenskem pesniku Francetu Prešernu. Nahaja se nad levim bregom Ljubljanice ob Tromostovju, nasproti srednjeveškega mestnega jedra.
Zaradi svoje lege je Prešernov trg ena najbolj tranzitnih točk v Ljubljani. Nanj se navezujejo naslednje ceste, ulice oz. nabrežja: Cankarjevo, Adamič-Lundrovo, Hribarjevo in Petkovškovo nabrežje, Wolfova, Čopova in Trubarjeva ulica ter Miklošičeva cesta.
Pomemben položaj na trgu zavzema Prešernov spomenik, delo Ivana Zajca in arhitekta Maksa Fabianija. Odkrit je bil 10. septembra 1905.

## Zgodovina
Prešernov trg je nastal iz srednjeveškega križišča pri okljuku reke pred mestnimi vrati, kjer je že v 16. stoletju cvetela trgovina.
Današnji videz je začel dobivati v 17. stoletju, ko je bila zgrajena avguštinska cerkev s samostanom. Med cerkvijo in Špitalskim mostom (današnje Tromostovje) je nastal manjši trg oziroma križišče več cest, ki so prihajale iz raznih predmestij. Iz najstarejših kart Ljubljane (Pieronijev načrt Ljubljane iz leta 1636 in Stierjev iz leta 1658) je razvidno, da se je na prostoru današnjega Prešernovega trga oblikoval velik nezazidan prostor lijakaste oblike. Na Florjančičevem načrtu Ljubljane iz leta 1744 je prostor skoraj nespremenjen in še vedno malo obzidan. Trg je imel predmestni značaj.
Ob koncu 18. stoletja so začeli rušiti mestno obzidje, (tudi bližnja Špitalska vrata). Na mestu starega obzidja so že v prvi polovici 19. stoletja uredili nove ulice in trge. Med letoma 1822 in 1823 so preuredili tudi prostor pred nekdanjim Špitalskim mostom, tedaj imenovan Marijin trg (po frančiškanski cerkvi Marijinega oznanjenja), ga znivelirali, napravili odtočne kanale in tlakovali. Namesto dotrajanega lesenega, so leta 1842 zgradili nov kamnit most z litoželezno ograjo. Skupaj z mostom so bile porušene tudi trgovske kolibe, ki so stale na njem, in majhna pritlična hiša ob vstopu na stari most. Franciscejski katastrski načrt iz leta 1840 kaže, da je bil trg v tem času v glavnem obzidan z majhnimi, večinoma trgovskimi hišami, obrnjenimi na predmestne ulice, današnje Wolfovo, Čopovo in Trubarjevo. 
Pomemben dejavnik pri oblikovanju trga je bil veliki potres leta 1895, ki je porušil oziroma močno poškodoval srednjeveške hiše. Izdelanih je bilo več variant regulacijskih načrtov (avtorja Camilo Sitte - Camillo Sittes Plan für Laibach in Maks Fabiani - Regulacija deželnega stolnega mesta Ljubljane, Dunaj, 1895 in 1899). Uradni predlog regulacijskega načrta je na osnovi Sittejevega in Fabianijevega predloga izdelal Mestni stavbni urad. Načrt ni bil potrjen. Na osnovi izvedene ankete in odločitev lastnikov stavb so bila izvedena dela na prilagoditvi gabaritov in višin stavb, trg je dobil novo vzhodno stranico, ko so podrli Mayerjevo hišo pa se je razširil proti Ljubljanici.
Po potresu so bile zgrajene ali obnovljene baročne meščanske palače: Frischevo, Seunigovo, Mayerjevo palačo (danes Centralna lekarna), trgovino Urbanc in Hauptmannovo hišo. 
V prvem desetletju 20. stoletja so prenovili Hauptmannovo hišo, iz baročnega v secesijski slog. V istem slogu so zgradili Urbančevo hišo, ki je bila prva veleblagovnica v Ljubljani.
Leta 1901 je čez trg stekla prva proga električne cestne železnice, leta 1905 je bil postavljen Prešernov spomenik, nakar se trg urbanistično in arhitekturno ni več spreminjal do konca prve svetovne vojne.
Po vojni se je s preureditvijo trga intenzivno ukvarjal Jože Plečnik, izdelal celo vrsto projektov, realizirano je bilo le Tromostovje in trafika nasproti Mayerjeve hiše (Wolfova 1), ki je bila zgrajena med vojnama po načrtu Stanka Rohrmana.
Leta 1928 se je veletrgovec Emerik Mayer odločil, da bo na sezidal novo moderno veleblagovnico. Mestni gradbeni odbor je za rešitev tega problema Združenju inženirjev in arhitektov naročil razpis za arhitektonsko-urbanistično preureditev trga. Natečaja se je udeležilo 12 arhitektov, med njimi Vladimir in Marijan Mušič, Edvard Ravnikar, Milan Sever, Miro Kos, Boris Kobe, Herman Hus, itd. Večina predlogov je bistveno širila prostor, nihče pa pri preureditvi trga ni videl konservatorske vloge.
Različne ideje o ureditvi Prešernovega trga so bile izdelane še v letih 1953 (Urad za regulacijo Ljubljane), 1957 (Edvard Ravnikar), sedanjo podobo pa je dobil po načrtu Edvarda Ravnikarja leta 1987. Projekt je nastal kot posledica preureditve komunalne infrastrukture. Ker se je promet umaknil iz tega območja, je bilo novo oblikovanje trga smiselno. Namesto prejšnje lijakaste oblike, je v geometrijskem središču trga, v osi frančiškanske cerkve, v tlak zarisal krog v premeru 41,5 m. Velikost kroga pa je bila matematično določena glede na dimenzije mostu. Trg je bil na novo tlakovan z granitnimi kockami, njegovo središče in krožnica ter navzven potekajoče žarkaste linije so bile narejene iz belih kamnitih plošč makedonskega sivca. Do danes pa ni bila izvedena predvidena fontana na sredi trga, saj ji je javnost nasprotovala.

## Arhitektura trga
Arhitektura trga kaže na večstoletno zgodovino mestnega prostora. Ves čas je podobo narekovala prvotna avguštinska, kasneje frančiškanska cerkev s samostanom, zgrajena sredi 17. stoletja. Ob koncu 19. stoletja je bil trg v glavnem oblikovan, zgrajene so bile: Mayerjeva palača (Prešernov trg 5) - vzhodni zaključek trga, Frischova (Prešernov trg 3) in Seunigova hiša (Prešernov trg 2), na drugi strani Ljubljanice pa Filipov dvorec (Stritarjeva 9) in Kresija (Stritarjeva 6). V začetku 20. stoletja sta bili v secesijskem slogu zgrajeni Urbančeva veleblagovnica (Trubarjeva 1) in prenovljena Hauptmannova hiša (Prešernov trg 1 - prej Wolfova 2). Med obema vojnama je bila med Wolfovo in Hribarjevim nabrežjem zgrajena moderna fasada Mayerjeve veleblagovnice (Wolfova 1), Plečnikovo Tromostovje, oblikovano z belimi balustrskimi ograjami in stopniščema, trg pa se je funkcionalno in vizualno razširil čez reko.

### Arhitekturne znamenitosti trga
- Stavba centralne lekarne
- Urbančeva hiša
- Frančiškanska cerkev Marijinega oznanjenja
- Hauptmannova hiša
- Prešernov trg
- Prešernov spomenik

### Mayerjeva palača
Josip Mayer, ustanovitelj znane ljubljanske lekarniške rodbine, je zgradil dve predmestni hiši, ki sta stali na začetku Trubarjeve ceste. V eni izmed njiju je bila že leta 1809 lekarna Pri zlatem jelenu. Po potresu jih je bilo treba porušiti. Stanovanjsko-trgovsko palačo je narisal arhitekt Ferdinand Hauser v letih 1896–97, gradilo  je podjetje Gustav Tönnies, načrt in izvedbo fasade pa je podpisal Filip Supančič. Stavba je zgrajena v neorenesančnem stilu. Mayerjeva palača je bila ob koncu 19. stoletja ena največjih in najbogatejše oblikovanih zasebnih palač v Ljubljani. Že pred prvo pa do druge svetovne vojne je bila v njej zelo priljubljena kavarna Valvasor, pozneje Prešeren.

### Frischeva hiša
Frischeva hiša (Ivan Frisch) stoji na Prešernovem trgu št. 3. Trgovsko-stanovanjska hiša je bila zgrajena med letoma 1896 in 1897. Zgradil jo stavbenik Filip Supančič. Hiša ima vogalni pomol in stolpič in predstavlja vstop v Čopovo ulico. Poleg historičnega okrasja se prvič v Ljubljani pojavljajo tudi secesijski elementi, okras se nahaja nad okni prvega nadstropja, pod strešnim vencem in na vogalnem pomolu.

### Hauptmannova hiša
Hauptmannova hiša stoji Prešernovem trgu 1 (prej na Wolfovi 2). Dvonadstropna hiša je bila zgrajena leta 1873. Kupil jo je trgovec Matevž Rant in jo nadzidal za dve nadstropji. V pritličju je bila manufakturna trgovina. Leta 1894 je hišo kupil trgovec z barvami Adolf Hauptmann. Leta 1904 je mestni arhitekt Ciril Metodi Koch dobil naročilo za novo fasado in streho. Koch je obnovo izvedel v slogu tedaj modne, wagnerjansko navdihnjene dunajske secesije.
Štirinadstropna fasada je horizontalno razčlenjena z močno profiliranim venčnim zidcem med pritličjem in prvim nadstropjem, s širokim kasetiranim vencem med prvim in drugim nadstropjem ter z vodoravnimi črtami, vrezanimi v omet v obeh spodnjih nadstropjih. Fasado krasijo keramične ploščice v različnih barvah: v drugem nadstropju nad okni modre, v tretjem nadstropju med okni raznobarvne, zgornji del fasade pa je v celoti preoblečen s keramičnimi ploščicami v geometrijskem motivu šahovnice. Strešni napušč krasi barvni omet z motivom barvnih kaset. Zeleno-modro-rdeča barvna skala fasade je usklajena tudi s temnozeleno barvo okenskih okvirov in polknic ter temnozeleno in belo barvo fasadnega ometa. 

### Urbančeva veleblagovnica
Trgovec Felix Urbanc je po potresu na mestu dveh starih hiš, zgradil moderno veleblagovnico. Načrte je leta 1902 izdelal graški arhitekt Fredrich Sigmundt, leta 1903 pa jo je zgradilo stavbno podjetje Faleschini & Schuppler. Nova stavba je tako določila vstop v Trubarjevo ulico. V tlorisu ima obliko nepravilnega peterokotnika, na trg pa je obrnjena z ozko enoosno 5,5 m široko fasado. En trakt je vzporeden z Miklošičevo cesto, en pa s Trubarjevo. Notranje dvorišče je bilo prvotno pokrito s steklom in kovanim železom. V notranjosti je elegantno leseno stopnišče, ograjna galerija in štukaturno okrasje. Stopnišče se začne s širokim, na obeh straneh zaobljenim podestom, se nato vzpne do srednjega podesta, kjer se razcepi v dve krili, ki nato zavijeta proti galeriji. Stopnišče je podprto z dvema vrstama stebrov, na oboku med spodnjo in zgornjo vrsto stoji ženski kip, personifikacija obrti.
Stavba je bila kasneje večkrat prezidana, dvorišče je bilo zazidano, ohranjen pa je osrednji trgovski prostor.
Zunanjost stavbe je horizontalno razdeljena na dva dela. Spodnji trgovski del je razčlenjen z dvema horizontalnima pasovoma oken in je s preprostim vencem ločen od zgornjega dela stavbe. Zgornji dve nadstropji sta vertikalno povezani s pilastri, ki segajo do strešnega venca. Napušč nosijo železne konzole. Na fasadi se nahaja secesijsko rastlinsko okrasje. Posebno okrasje se nahaja na okenskih podstavkih. Vogal, ki je obrnjen proti trgu sega s portalom čez pritličje in mezanin, nad njim je trodelno okno v drugem in tretjem nadstropju ter strešni zaključek z atiko, na kateri stoji novobaročni kip Merkurja, boga trgovine in zaščitnika trgovcev.

### Mayerjeva palača (Wolfova 1)
Med Hribarjevim nabrežjem in Wolfovo ulico je prvotno stala dvonadstropna hiša, ki jo je dal zgraditi med letoma 1751 in 1754 trgovec Ludovik pl. Reya. Zamenjalo se je več lastnikov, v njej je ves čas delovala strojarska obrt. Leta 1856 je v delu hiše Peter Lassnik odprl gostilno, nato pa še trgovino. Po njem je kasneje hiša dobila tudi ime.
Emerik Mayer je staro hišo podrl in leta 1937/38 na njenem mestu zgradil novo. Mestni gradbeni urad je investitorju postavil pogoje, ki so izhajali iz predlogov leta 1937 razpisanega natečaja za regulacijo Prešernovega trga. To je pomenilo da mora višino prilagoditi glavnemu vencu frančiškanske cerkve, ravno zaključiti proti trgu, postaviti v zazidalno linijo prejšnje hiše, fasado pa prilagoditi arhitektonskemu značaju trga in jo obdelati v kamnu. Načrt je izdelal arhitekt Stanislav Rohrman. Zaradi omenjenih pogojev je zunanjost bolj klasična, notranjost pa je oblikoval moderno.
Železobetonska skeletna konstrukcija je omogočila enoten prodajni prostor, ki je obsegal celotno pritličje in prvo nadstropje. V prvo nadstropje se pride po centralnem stopnišču na obodno galerijo, preko katere je prodajni prostor tudi osvetljen. V zgornjih nadstropjih štirinadstropne stavbe so bila najprej najemniška stanovanja. Glavna fasada je v pritličju postavljena na stebre. Za njimi je pokrit hodnik, iz katerega vodi glavni vhod v trgovino in povezuje Wolfovo ulico s Hribarjevim nabrežjem. V vsakem nadstropju so štiridelna, s stebri ločena okna, v tretjem nadstropju pa polkrožno zaključena. Streha je ravna z delno izstopajočim konzolnim vencem. Fasada je do prvega nadstropja izdelana v umetnem kamnu travertinu, zgornja nadstropja pa so ometana.

### Frančiškanska cerkev Marijinega oznanjenja
Frančiškanska cerkev, nekdanja avguštinska cerkev, je osrednja stavba na Prešernovem trgu (prvotno Marijin trg). Njena velikost presega sam trg in dominira tudi nad okljukom Ljubljanice. Zgrajena je bila v letih med 1646 in 1660 na mestu starejše cerkve, ki so jo zgradili avguštinci. Ima kulisno baročno pilastrsko členjeno fasado. Notranjost ima bogato opremo, od Robbovega oltarja, Langusovih fresk in izdelkov drugih umetnikov. Nad zatrepom stoji Marijin kip. Na zahodu, proti Čopovi ulici, se cerkve drži samostan, v katerem je stara knjižnica.